# 거제대학교
거제대학교(巨濟大學校, Geoje Univeristy)는 경상남도 거제시의 사립 전문대학이다.

## 연혁
1989년 12월 1일, 대우조선해양에서 설립한 학교법인 대우학원이 거제전문대학을 설립하였다. 이듬해 3월 개교하였다. 1996년 2월, 현재의 캠퍼스로 이전하였으며, 1998년 5월 거제대학으로 교명을 변경하였다. 
2008년 1월, 학교법인 세영학원에서 학교를 인수하였고, 2012년 1월 거제대학교로 교명을 변경하였다. 2022년 4월, 주식회사 동일이 설립한 학교법인 덕부학원이 학교를 인수하며 현재에 이르고 있다.

## 교육편제
거제대학교는 AI융합기계조선공학부, 미래산업기술학부 등 2개 학부를 자체적으로 설정하고 5개 전공을 설치하고 있다. 한편, 사회복지과, 유아교육과, 조리제빵과, 간호학과 등은 독립 학과로 편제하여 전문학사 학위 과정을 교수하고 있다.